# 八代市立八千把小学校
八代市立八千把小学校（やつしろしりつ やちわしょうがっこう）は、熊本県八代市上野町にある公立小学校。

## アクセス
- バス（産交バスが運行している。）
  - 産交バス「消防署前」より徒歩約5分

- 自家用車
  - 八代インターチェンジより車で約10分
  - 八代駅より車で約7分
  - 新八代駅より車で約7分

## 周辺施設
- 熊本労災病院
- 新八代駅
- 八代市立第四中学校
- 八代インターチェンジ
- 八代消防署
- ナフコ東八代店
- ニトリ八代店

## 浜分校
1951年に開設された八千把小学校浜分校が八代市古閑浜町3287にあったが、2018年3月に閉校した。生徒は1年生と2年生のみで、3年生からは本校に通学していた。浜分校に通学した生徒は66年間で通算約1000名だった。

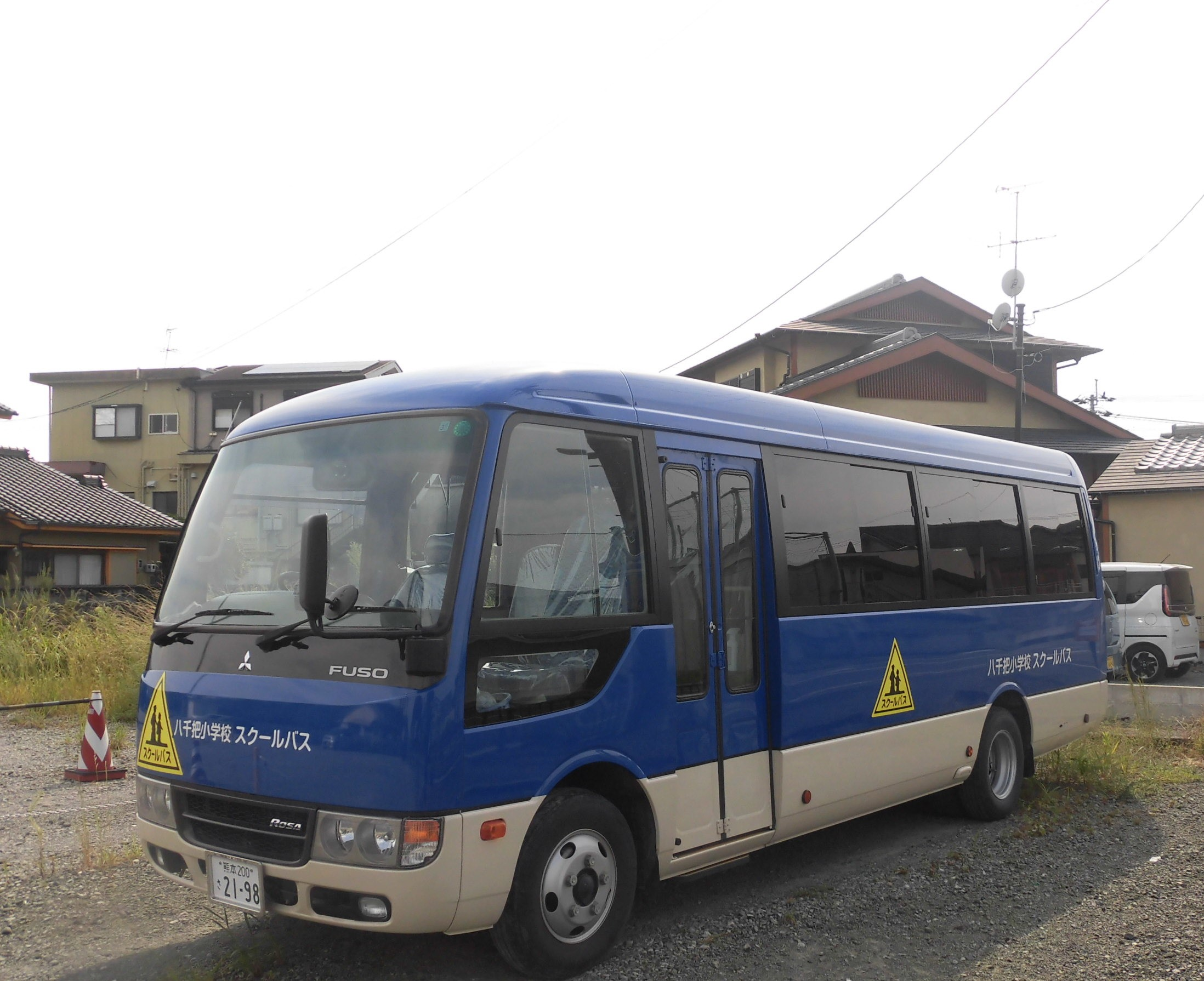
八千把小学校のスクールバス

浜分校に通学していた生徒の家は本校からもっとも遠い家で約4キロメートルの距離があり、浜分校の閉校後は古閑浜町の1年生から3年生はスクールバスで通学している。